# Parafia Ewangelicko-Augsburska w Raciborzu
Parafia Ewangelicko-Augsburska w Raciborzu – ewangelicko-augsburska parafia w Raciborzu, należąca do diecezji katowickiej. Mieści się przy ulicy Starowiejskiej.

## Historia
Początki protestantyzmu na terenie Raciborza związane są z władcą ziemskim Jerzym Hohenzollernem-Ansbachem, któremu podlegał teren w okolicy miasta. Jako luteranin, pragnął zaprowadzić swoje wyznanie na terenie jemu podległym. Za jego przyczyną, w XVI wieku w Raciborzu powstały dwa zbory ewangelickie. Jednak w 1607 został ogłoszony przez Habsburgów zakaz osiedlania się na terenie miasta osób wyznania protestanckiego. 
Dopiero po 1742, w związku z przejściem tego terenu pod panowanie Prus, doszło do odrodzenia się luteranizmu w Raciborzu. W 1779 rozpoczęto budowę kościoła ewangelickiego, mającego służyć przede wszystkim stacjonującym tam żołnierzom. W związku z jego wadami konstrukcyjnymi i groźbą zawalenia budowli, został wyburzony.
W 1830 do potrzeb kultu luterańskiego został zaadaptowany kościół Świętego Ducha, uprzednio rzymskokatolicki. W 1895 na terenie miasta zamieszkiwało 3.538 ewangelików, co stanowiło 15% ludności miasta. W związku niewielkim rozmiarem świątyni luterańskiej w stosunku do liczby zborowników, zdecydowano o postawieniu nowego kościoła. 19 września 1909 wmurowany został kamień węgielny pod budowę, a 1 listopada 1911 odbyła się uroczystość poświęcenia nowego kościoła ewangelickiego. Ołtarz oraz dzwony przeniesione zostały z wcześniejszej świątyni. Obok budynku kościoła postawiona została plebania oraz dom parafialny, w którym umieszczono przedszkole i stację diakonijną.
W 1945 dom parafialny został podpalony przez żołnierzy radzieckich, a plebanię zdewastowano. W związku z wyjazdami oraz wysiedleniami osób narodowości niemieckiej, na terenie miasta pozostało niewielu luteran. Nie byli oni w stanie pokrywać kosztów utrzymania kościoła oraz remontu zniszczonych budynków parafii. Nabożeństwa prowadzone były na plebanii, która została również częściowo zajęta na mieszkania. 
W 1957 Cech Rzemiosł Różnych przystąpił do odbudowy budynku dawnego domu parafialnego, zakończonej w 1961. Umieszczono tam jego siedzibę.
Kościół parafialny niszczał, w związku z czym został w latach 60. XX wieku przejęty przez władze miejscowe z zamiarem przeznaczenia go na salę widowiskową. Budynek plebanii przekształcono 22 lipca 1969 w Urząd Stanu Cywilnego, w związku z czym jego mieszkańców wysiedlono, a miejscem odprawiania nabożeństw stała się kaplica położona na cmentarzu ewangelickim przy ul. Starowiejskiej.
Budynek kościoła ostatecznie rozebrano, a w latach 1973–1978 na jego miejscu wybudowano siedzibę Szkoły Muzycznej.

## Współczesność
Parafia w 2022 skupiała 8 wiernych. Nabożeństwa prowadzone są w ewangelickiej kaplicy na cmentarzu przy ul. Starowiejskiej w każdą drugą i czwartą niedzielę miesiąca oraz w święta. Zbór nie posiada własnego duszpasterza, stanowisko proboszcza-administratora pełni ks. Michał Matuszek, proboszcz parafii w Rybniku.